# Liebling, wir bringen die Kinder um!
„Liebling, wir bringen die Kinder um!“ war eine deutsche Adaption des britischen Formats Honey, we´re killing the kids, die bei RTL II ausgestrahlt wurde. In der Doku-Soap besuchte die Ernährungswissenschaftlerin Alexa Iwan pro Sendung eine Familie, in welcher ein Kind oder mehrere Kinder falsch ernährt werden und eine ungesunde Lebensweise haben.

## Konzept
Alexa Iwan erstellt zusammen mit ihrem Team aufgrund wissenschaftlicher Untersuchungen mittels eines Porträts eines Kindes und Computer-Morphing eine Animation, wie sich das Kind äußerlich entwickeln könnte, wenn es sich weiterhin falsch ernährt und bewegt. Auch medizinische Tests zur körperlichen Leistungsfähigkeit, ein Belastungs-EKG und Herz-Lungen-Test wurden durchgeführt und ausgewertet, daraufhin mögliche Erkrankungen und eine Lebenserwartung prognostiziert. Daraufhin gibt Iwan gemeinsam mit ihrem Team Tipps und erstellt ein spezielles und individuelles auf die Kinder abgestimmtes Ernährungs- und Bewegungsprogramm, sodass eine negative Entwicklung zukünftig verhindert werden kann. Gleichzeitig sollen gemeinsame Familienaktivitäten ausgeübt werden, sodass das Kind Spaß am sozialen Leben hat. Auch sportliche Alternativen, bspw. zu Playstation und Fernsehen, werden aufgezeigt.
Am Ende der Sendung wird der Familie erneut eine Animation gezeigt – in dieser wird dargestellt, wie sich das Kind weiterentwickeln könnte, wenn es sich zukünftig korrekt ernährt und bewegt.

## Ausstrahlung
Bisher wurden 13 Folgen ausgestrahlt. Im Jahr 2008 wurden einzelne Folgen vormittags wiederholt.

### Erste Staffel
Die erste Folge der ersten Staffel wurde am 28. August 2006 von 21:15 Uhr bis 23:15 Uhr gesendet. Die gesamte erste Staffel, deren letzte Folge am 2. Oktober 2006 lief, umfasste sechs Folgen und erreichte in der werberelevanten Zielgruppe einen durchschnittlichen Marktanteil von 8,9 Prozent. Eine unvollständige Auflistung gemessener Einschaltquoten und Marktanteile der ersten Staffel verdeutlicht folgende Tabelle.
| Datum              | Zuschauer | Zuschauer       | Marktanteil | Marktanteil     | Quellen     |
| Datum              | Gesamt    | 14 bis 49 Jahre | Marktanteil | Marktanteil     | Quellen     |
| Datum              | Gesamt    | 14 bis 49 Jahre | Gesamt      | 14 bis 49 Jahre | Quellen     |
| ------------------ | --------- | --------------- | ----------- | --------------- | ----------- |
| 28. August 2006    | 2,03 Mio. | 1,37 Mio.       | 8,1 %       | 12,3 %          | [ 6 ] [ 7 ] |
| 4. September 2006  | 1,23 Mio. | –               | 5,2 %       | 4,0 %           | [ 6 ]       |
| 11. September 2006 | 1,13 Mio. | 0,80 Mio.       | –           | 7,1 %           | [ 6 ]       |
| 18. September 2006 | 1,42 Mio. | –               | 9,2 %       | 5,9 %           | [ 6 ]       |

### Zweite Staffel
Die zweite Staffel wurde ab dem 4. Juni 2007 von 20:15 Uhr bis 21:15 Uhr gesendet.
| Datum         | Zuschauer | Zuschauer       | Marktanteil | Marktanteil     | Quellen     |
| Datum         | Gesamt    | 14 bis 49 Jahre | Marktanteil | Marktanteil     | Quellen     |
| Datum         | Gesamt    | 14 bis 49 Jahre | Gesamt      | 14 bis 49 Jahre | Quellen     |
| ------------- | --------- | --------------- | ----------- | --------------- | ----------- |
| 4. Juni 2007  | 1,15 Mio. | 0,88 Mio.       | 3,9 %       | 7,8 %           | [ 2 ] [ 6 ] |
| 18. Juni 2007 | –         | –               | 3,1 %       | 6,0 %           | [ 6 ]       |
| 9. Juli 2007  | 0,97 Mio. | –               | 3,2 %       | 5,7 %           | [ 6 ]       |
| 16. Juli 2007 | 0,66 Mio. | –               | 2,7 %       | 4,9 %           | [ 6 ]       |

Nachdem die zweite Staffel durch starke Konkurrenz, z. B. das tägliche Format Besser Essen, kontinuierlich an Zuschauern verlor, wurde die geplante Folge am 23. Juli 2007 nicht mehr ausgestrahlt und durch eine Folge Die Kochprofis ersetzt. Die zweite Staffel umfasst demnach sieben Folgen.